# سيرجي كوروليوف
سيرجي بافلوفيتش كوروليوف (بالروسية: Серге́й Па́влович Королёв)‏ هو مهندس صواريخ سوفيتي، ولد 12 يناير 1907 في جيتومير في الإمبراطورية الروسية - وتوفي في 14 يناير 1966 في موسكو، كبير مهندسي ومصممي الصواريخ خلال سباق الفضاء بين الولايات المتحدة والاتحاد السوفيتي في الخمسينات والستينات من القرن العشرين. وبعكس نظيره الأمريكي فيرنر فون براون، كان دور كوروليوف الريادي في البرنامج الفضائي السوفيتي محط سرية مطلقة حتى بعد مماته. خلال كامل مدة عمله في البرنامج كان يعرف فقط «بالمصمم الرئيس».
بالرغم من اختصاصه كان مصمم طيران، فإن عمل كوروليوف الريادي كانت في تكامل التصميم والتنظيم والتخطيط الاستراتيجي. وكضحية مظلومة لعملية التطهير الكبرى التي قام بها ستالين سنة 1938، سُجِّن في سجن سيبيري. بعد إطلاق سراحه أصبح كبير مصممي الصواريخ والشخصية الرئيسية في البرنامج السوفيتي صاروخ باليستي عابر للقارات. رُشح بعدها لقيادة برنامج الفضاء السوفيتي الذي نجح في عدة مشاريع مبكرة أهمها : سبوتنيك وبرنامج فوستوك. توفي بشكل مفاجيء سنة 1966 نتيجة عمل جراحي تاركاً خططاً للتنافس مع الولايات المتحدة في الهبوط على سطح القمر.

## روابط خارجية
- سيرجي كوروليوف على موقع الموسوعة البريطانية (الإنجليزية)
- سيرجي كوروليوف على موقع ميوزك برينز (الإنجليزية)